# Antonio García Hermida
Antonio García Hermida (Villalba, Lugo, 7 de abril de 1885 - ibídem, 4 de septiembre de 1939) fue un poeta, escritor y periodista español.
Colaboró en diversos periódicos y revistas de la época, tales como La Voz de Galicia, Mondoñedo, El Eco de Villalba o Villalba y Su Comarca; además de fundar y dirigir la revista Azul y Blanco en 1914 y el periódico Heraldo de Villalba en 1916. En sus trabajos literarios para la prensa utilizó diversos seudónimos, como «Daponte», «Ragrech» o «Garcimida».
Publicó:
- Los niños y los árboles (La Coruña, 1914);
- La herencia de Juanillo (La Coruña, 1914); y
- El jardín de Roberto, (Villalba, 1919).

Fue secretario de la organización identitaria gallega Irmandades da Fala en Villalba, su localidad natal. Su libro póstumo Charetas (1973) recoge buena parte de su obra poética.